# Elizabeth Sarnoff
Elizabeth Sarnoff (...) è una sceneggiatrice e produttrice televisiva statunitense.
Sarnoff ha co-creato la serie televisiva Alcatraz, e ha scritto la sceneggiatura di vari episodi per altre serie televisive, quali Lost, NYPD - New York Police Department, Crossing Jordan e Deadwood.

## Biografia
Nel 2004 ha iniziato la sua carriera di sceneggiatrice entrando a far parte del gruppo di sceneggiatori di Deadwood, per la quale ha scritto 4 episodi in totale (due nella prima stagione e i restanti due nella seconda). Sarnoff e gli altri sceneggiatori della serie sono stati nominati per un Writers Guild of America Award per il loro lavoro.
Nel 2005 si unisce al gruppo degli sceneggiatori di Lost durante la produzione della seconda stagione della serie; nel febbraio 2006 Sarnoff e gli sceneggiatori di Lost vincono un Writers Guild of America Award per la Miglior sceneggiatura per una serie drammatica. Durante la produzione della terza stagione del serial, Elizabeth viene promossa a produttrice. Gli sceneggiatori di Lost, compresa Sarnoff, sono nominati altre 4 volte per lo stesso premio per la terza, quarta, quinta e sesta stagione, mentre Elizabeth e Christina M. Kim sono nominate singolarmente per la Miglior sceneggiatura per un episodio di una serie drammatica. Nella quinta stagione del telefilm Elizabeth viene promossa e co-produttrice esecutiva, mentre durante la sesta ed ultima stagione verrà promossa a produttrice esecutiva. Sempre per Lost è stata nominata insieme agli altri produttori della serie per 4 Emmy Award.
Nel 2011, insieme a Steven Lilien e Bryan Wynbrandt, crea una nuova serie, Alcatraz, che ha debuttato il 16 gennaio 2012 e che è stata cancellata dopo una sola stagione trasmessa.

### Vita privata
Elizabeth si è apertamente dichiarata omosessuale.

## Filmografia

### Sceneggiatrice

#### Cinema
- Chasing Papi, regia di Linda Mendoza (2003)
- Kiss Me, regia di Jeff Probst (2014)

#### Televisione
- Big Apple - serie TV, 8 episodi (2001)
- N.Y.P.D. - serie TV, episodio 9x04 (2001)
- Crossing Jordan - serie TV, 4 episodi (2002-2003)
- Deadwood - serie TV, 4 episodi (2004-2005)
- Lost - serie TV, 19 episodi (2005-2010)
- Lost: Missing Pieces - miniserie TV, episodi 1x04-1x06 (2007)
- Alcatraz - serie TV, 12 episodi (2012)
- Salem - serie TV, episodi 1x03-1x05-1x09 (2014)
- Crossbones - serie TV, episodio 1x04 (2014)
- Marco Polo - serie TV, 3 episodi (2016)
- Highland, regia di Nisha Ganatra - film TV (2018)
- Barry - serie TV, 4 episodi (2018-2023)

### Produttrice
- Deadwood - serie TV, 13 episodi (2004-2005)
- Lost - serie TV, 91 episodi (2005-2010)
- Lost: Missing Pieces - miniserie TV, 13 episodi (2007-2008)
- Alcatraz - serie TV, 8 episodi (2012)
- Salem - serie TV, 8 episodi (2014)
- Crossbones - 8 episodi (2014)
- The Leftovers - Svaniti nel nulla (The Leftovers) - serie TV, 3 episodi (2014)
- Marco Polo: One Hundred Eyes, regia di Alik Sakharov - film TV (2015)
- Marco Polo - serie TV, 10 episodi (2016)
- Happy! - serie TV, 2 episodi (2017)
- Highland, regia di Nisha Ganatra - film TV (2018)
- Barry - serie TV, 32 episodi (2018-2023)

## Riconoscimenti
- Premio Emmy
  - 2005 - Candidatura alla migliore serie drammatica per Deadwood
  - 2008 - Candidatura alla migliore serie drammatica per Lost
  - 2009 - Candidatura alla migliore serie drammatica per Lost
  - 2010 - Candidatura alla migliore serie drammatica per Lost
  - 2018 - Candidatura alla migliore serie commedia per Barry
  - 2018 - Candidatura alla migliore sceneggiatura in una serie commedia per Barry (per l'episodio Capitolo sette "a voce alta, veloci e non vi fermate")
  - 2019 - Candidatura alla migliore serie commedia per Barry
  - 2022 - Candidatura alla migliore serie commedia per Barry
  - 2023 - Candidatura alla migliore serie commedia per Barry